# 中山峰孝
中山 峰孝（なかやま みねたか、1961年11月10日 - ）は、日本の財務官僚。厚生労働省大臣官房審議官や、仙台国税局長、大阪税関長を務めた。

## 人物・経歴
高田高等学校を経て、1985年東京大学法学部を卒業。大蔵省入省。証券局総務課配属。1986年大蔵省証券局業務課。1990年7月大月税務署長。1991年7月大蔵省大臣官房文書課広報室課長補佐。1997年5月外務省在オーストラリア大使館一等書記官。財務省大臣官房企画官、国土交通省北海道局予算課長、財務省関税局管理課長、内閣府政策統括官（経済財政運営担当）付参事官（予算編成基本方針担当）兼内閣府道州制特区担当室参事官等を経て、2012年7月名古屋税関長。2013年6月財務省大臣官房会計課長。2014年7月11日から厚生労働省大臣官房審議官（職業能力開発担当）として、職業能力開発局の立て直しにあたった。2016年6月17日仙台国税局長。2017年住宅金融支援機構監事。2019年7月5日大阪税関長。2020年11月1日損害保険ジャパン顧問。